# Vaitupu
Vaitupu Tuvalu legnagyobb szigete. Központja Asau.

## Lakossága és története
Vaitupu Tuvalu második legnépesebb szigete. A 2002-es népszámlálás adatai szerint 1591 lakosa van. 600, 13 és 21 év közötti diákot küldtek ide, hogy tanuljanak az ország egyetlen középiskolájában. Ennek a viszonylag nagy számnak az ellenére a sziget az 1940-es években annyira túlzsúfolt volt, hogy több család kitelepült a Fidzsi-szigetekre.
Vaitupu 2000-ben szerepelt a világsajtóban, mikor a Motufoua iskola kollégiumában tűz csapott fel, és 18 lány, valamint egy felügyelő életét vesztette. Később kiderült, hogy a tüzet az egyik diák okozta, aki gyertya mellett tanult. A miniszterelnök, Ionatana Ionatana nemzeti tragédiává nyilvánította a történteket, és gyorsan a helyszínre sietett, hogy megnézze, mi maradt a tűz után.
Régebben volt a szigeten egy általános iskola, a Elisefou. 1923-ban nyílt meg és 1953-ig működött. A két leghíresebb tuvalui az iskolából Tuvalu első főkormányzója, Panitala Teo; és első miniszterelnöke, Toaripi Lauti.

## Földrajz
Az 5,6 km² területű szigeteket korallzátonyok, lagúnák veszik körbe, a területén pedig mocsarak, mangrovefák vannak.

### Szigetek
Legalább 9 szigetből áll. Ezek:
- Luasamotu
- Mosana
- Motutanifa
- Temotu
- Te Motu Olepa
- Tofia
- Vaitupu proper
- legalább egy kissziget.

Legalább egy sziget, Nagy-Vaitupu lakott.
A legnagyobb sziget Nagy-Vaitupu, amelyet Tofia követ.

### Lakói
A sziget egyetlen faluja két részből áll: Tumaseu és Asau. Templom, általános- és középiskola, posta és legalább egy vendégház. A kórház a falutól 1 km-re van.

## Közlekedés és turizmus
Ma Vaitupu elérhető hajóval, csónakkal, melyeket vagy cég, vagy a kormány üzemeltet. A szigeten ösvények vezetnek el a célhoz. 